# Aeroportul Dhanbad
Aeroportul Dhanbad (IATA: DBD, ICAO: VEDB) este un aeroport din Jharkhand, India ce deservește zona Dhanbad⁠(d). A fost numit după zona deservită.
Situat la o altitudine de 258 m, aeroportul dispune de o singură pistă.